# Gruppenführer

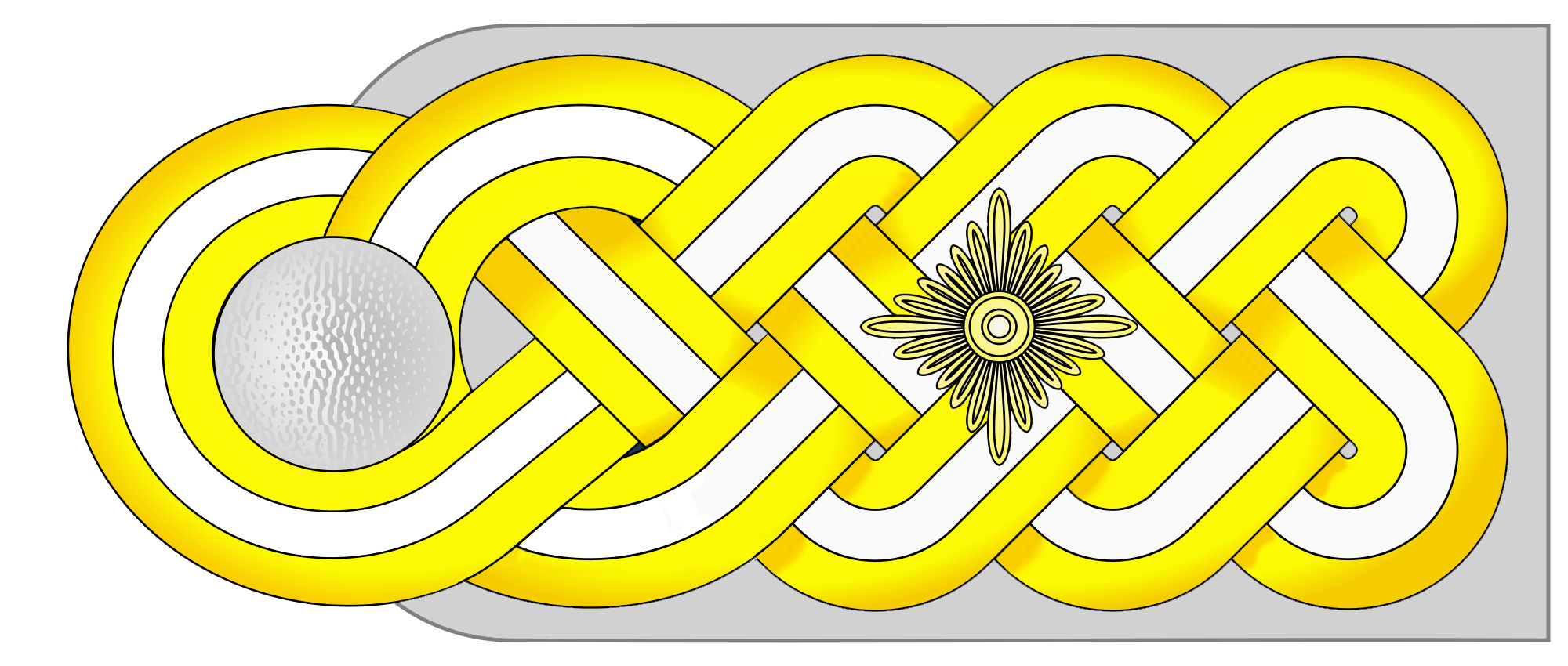
Spalline de SS-Gruppenführer

Simbolo dei gradi da Gruppenführer

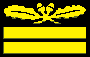
distintivo per tuta mimetica da combattimento

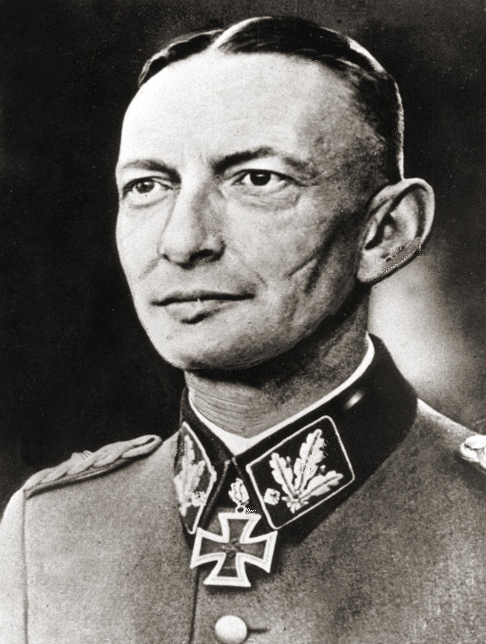
Heinz Reinefarth, con indosso le mostrine da SS-Gruppenführer del tipo successivo all'aprile 1942

Gruppenführer è uno dei primi gradi paramilitari del Partito Nazista, creato per la prima volta nel 1925 come alto grado delle SA.

## Grado SA
Tradotto come "Comandante di gruppo", un Gruppenführer era un ufficiale generale tipicamente in comando a un largo numero di unità SA (conosciute come Standarten) le quali si formarono in SA-Gruppen. Oltre a questa concezione originale, il Gruppenführer era considerato l'equivalente di un Generale dell'esercito.

## Grado SS
Nel 1930, il Gruppenführer diventa anche un grado SS e viene originariamente concesso agli ufficiali che avevano comandato gli SS-Gruppen ed anche ai funzionari di grado elevato del personale di comando SS. Nel 1932, le SS furono riorganizzate e le SS-Gruppen furono riformate nelle SS-Abschnitt. I Gruppenführer comandarono le SS-Abschnitt mentre un nuovo tipo di ufficiale, l'Obergruppenführer, si occupò delle SS-Oberabschnitts che furono le unità più numerose in Germania.
Come nelle SA, il grado SS di Gruppenführer fu considerato equivalente al grado di Generale dell'esercito, ma cominciò ad essere considerato equivalente al grado di Generalleutnant (Maggior Generale o generale a due stelle) dopo il 1934. Durante la seconda guerra mondiale, quando le Waffen-SS cominciarono ad usare il grado, un SS-Gruppenführer veniva considerato come Generalleutnant della Wehrmacht e in molti casi veniva chiamato SS-Gruppenführer und Generalleutnant der Waffen-SS.
L'insegna del SS-Gruppenführer consisteva in tre foglie di quercia centrati su entrambi i colletti dell'uniforme SS. Dal 1930 al 1942, le insegne SS furono le stesse dei distintivi SA; comunque le SS modificarono un po' l'insegna del Gruppenführer, includendo un seme d'argento dopo la creazione del grado SS-Oberst-Gruppenführer.
Le spalline dei Gruppenführer delle Waffen-SS sono le stesse di quelle del Generalleutnant della Wehrmacht.
Fino al 1945 furono nominati in tutto 96 Gruppenführer.

## Altri usi
Il grado di gruppenführer fu usato anche per altri vari gruppi paramilitari nazisti, come i Nationalsozialistische Kraftfahrkorps (NSKK) e i Nationalsozialistisches Fliegerkorps (NSFK). Nel 1944, il grado di Gruppenführer fu adottato dal Volkssturm come basso livello sottufficiale in comando ad un plotone di soldati di guardia. Questo è storicamente paradossale, come il grado di Gruppenführer, tipicamente uno dei più alti dei gradi paramilitari nazisti, finì la sua esistenza come uno dei più bassi. 
Il termine è anche una parola comune per indicare un comandante di una squadra di fanteria, (9 o 10 uomini) nella Wehrmacht, nelle Waffen SS, o nelle truppe di terra della Luftwaffe.